# FK Sloga Srednja Slatina
Fudbalski klub "Sloga" (FK "Sloga"; NK "Sloga"; Sloga Srednja Slatina; Sloga) je nogometni klub iz Srednje Slatine, općina Bosanski Šamac, Republika Srpska, Bosna i Hercegovina. 
 U sezoni 2018./19., klub se natjecao u "Međuopćinskoj ligi Šamac-Modriča", ligi šestog stupnja nogometnog prvenstva Bosne i Hercegovine.  
 
Klupska boja je bijela.

## O klubu
Nogomet se u Srednjoj Slatini počeo igrati 1949. godine s improviziranom loptom, dok 1953. mještani dobivaju pravu nogometnu loptiu, a 1956. uređuju igralište. 1959. godine dolazi do osnivanja kluba "Sloga". Klub djeluje do 1963. godine, a do obnove rada dolazi 1971. godine. 1970.-ih klub nastupa u Općinskoj ligi Bosanski Šamac, koju osvajaju u sezoni 1980./81., te se plasiraju u Posavsku ligu, a potom i u Međuopćinsku ligu Brčko, u kojoj igra do 1989. godine. 
 
Srednja Slatina je do početka rata u BiH, 1992. godine, bila većinski hrvatsko mjesto. Kako je Srednja Slatina i veći dio općine Bosanski Šamac došao pod srpsku kontrolu, dolazi do iseljavanja i prognanstva hrvatskog stanovništva. Istovremeno dolazi i do doseljavanja srpskog stanovništva. Nakon završetka rata i u poraću se vratio tek manji dio izbjeglih Hrvata. 
 
Zbog ratnih prilika klub ne djeluje od 1992. godine. Do obnove rada kluba dolazi u jesen 1995. godine, te je nastavila natjecanje u ligaškom sustavu Republike Srpske, igrajući u ligama "Područnog saveza Doboj" i "Međuopćinske lige Šamac/Modriča" (odnosno "Međuopćinske lige Šamac"), osim sezone 2003./04., kada su pauzirali. 
 
U ljeto 2019. klub je objavio da se neće natjecati u sezoni 2019./20.
 
 
Od 1999. godine "Sloga" organizira redoviti memorijalni turnir.

## Uspjesi

### do 1992.
Općinska liga Bosanski Šamac
- prvak: 1980./81.

## Unutrašnje poveznice
- Srednja Slatina

## Vanjske poveznice
- pajicpredrag.blogspot.com - Blog o selu Srednja Slatina, Šamac, RS
- FK SLOGA SREDNJA SLATINA, facebook stranica
- Sloga, sportdc.net
- [neaktivna poveznica]